# Tầng Sakmara
Tầng Sakmara là tầng động vật thứ hai trong thế Cisural của kỷ Permi. Nó kéo dài từ khoảng 294,6± 0,8 triệu năm trước (Ma) tới 284,4 ± 0,7 Ma. Tên gọi của tầng này lấy theo sông Sakmara, một nhánh của sông Ural trong dãy núi Ural. Nó do A. P. Karpinsky đặt năm 1874 như là một đơn vị phân chia trong tầng Artinsk được đề xuất khi đó và chỉ trở thành tầng riêng biệt khi V.E. Ruzhentsev tách ra khỏi tầng kia năm 1936. Tầng đứng trước nó là tầng Assel và sau nó là tầng Artinsk.
GSSP chính thức của ICS vẫn chưa được xác định. Mốc đánh dấu sự bắt đầu của tầng này gần với thời điểm xuất hiện lần đầu tiên của loài động vật răng nón Streptognathodus postfusus. Mốc đánh dấu sự kết thúc của tầng này là thời điểm xuất hiện lần đầu tiên của các loài động vật răng nón Sweetognathus whitei và Mesogondolella bisselli.
Tầng Sakmara có thể phân chia thành 2 phân tầng là Sterlitamak và Tastub.